# Anthony (Texas)
Anthony è una città incorporata della contea di El Paso, Texas, Stati Uniti. La popolazione era di 5.011 abitanti al censimento del 2010. È la prima città incontrata in Texas quando si viaggia verso est sulla Interstate 10 dal Nuovo Messico.

## Geografia fisica
Secondo lo United States Census Bureau, ha un'area totale di 6,48 mi² (16,78 km²).
Anthony, nella contea di Doña Ana, nel Nuovo Messico, confina con Anthony, Texas, a nord. Sono spesso considerate città sorelle, sebbene la Anthony del Nuovo Messico sia stata incorporata il 1º luglio 2010 come città.

## Storia
Anthony fu progettata intorno al 1881, quando la Atchison, Topeka and Santa Fe Railway fu estesa a quel punto.

## Società

### Evoluzione demografica
Secondo il censimento del 2010, la popolazione era di 5.011 abitanti.

### Etnie e minoranze straniere
Secondo il censimento del 2010, la composizione etnica della città era formata dal 72,0% di bianchi, il 9,2% di afroamericani, il 2,3% di nativi americani, lo 0,9% di asiatici, lo 0,2% di oceanici, il 12,4% di altre razze, e il 29% di due o più etnie. Ispanici o latinos di qualunque razza erano il 69.4,% della popolazione.